# Вільгельм цу Дона
Йоганн Рудольф Вольфганг Вільгельм, бургграф і граф цу Дона-Гіллер-Гертрінген (нім. Johann Rudolf Wolfgang Wilhelm Burggraf und Graf zu Dohna-Hiller-Gärtringen; 18 серпня 1884, Мезеріц — 30 січня 1945, біля Бече) — німецький офіцер, оберстлейтенант резерву вермахту.

## Біографія
Виходець із дуже давнього саксонського роду. В 1904 році поступив на службу в Прусську армію. Учасник Першої світової війни. Після війни служив у Східній прикордонній службі, після чого вийшов у відставку і став активним членом Сталевого шолома.
Після початку Другої світової війни повернувся на службу. Учасник німецько-радянської війни. В серпні 1943 року призначений командиром 1-го козацького кінного полку 1-ї козацької кінної бригади 1-ї козацької дивізії. У серпні 1944 року вийшов у відставку у зв'язку з віком.
Маєток графа був притулком для численних біженців. З наближенням Червоної армії він наказав членам сім'ї втекти у Шлезвіг-Гольштейн і організував евакуацію біженців. Сам граф в ніч з 29 на 30 січня 1945 року разом із останніми біженцями і службовцями вермахту вирушив на захід, проте група була атакована радянськими солдатами. Загинуло багато жінок і дітей, тому граф взяв зброю і разом із солдатами чинив опір. Загинув у бою, останки не були знайдені.

## Нагороди
- Залізний хрест 2-го і 1-го класу
- Почесний хрест ветерана війни з мечами
- Застібка до Залізного хреста 2-го і 1-го класу
- Штурмовий піхотний знак в сріблі
- Медаль «За зимову кампанію на Сході 1941/42»
- Відзнака для східних народів 2-го і 1-го класу в сріблі з мечами